# Louis Mordell
Louis Mordell   (Filadèlfia, 28 de gener de 1888 - Cambridge, 12 de març de 1972) va ser un matemàtic jueu estatunidenc que va treballar a Anglaterra.

## Vida i Obra
Mordell era fill d'una família de jueus lituans emigrats als Estats Units. Ja a l'escola va sentir una forta inclinació per les matemàtiques i es comprava llibres de segona ma per resoldre els problemes. Va estudiar a la Central High School de Filadèlfia a partir dels catorze anys. El 1906, amb l'ajut econòmic de la família i diners que havia estalviat donant classes particulars, va anar a la universitat de Cambridge on va obtenir la primera plaça en els exàmens d'ingrés i una beca per estudiar al St John's College. Des de 1907 fins a 1913 va estudiar al St. Johns de Cambridge, en el qual va tenir com a director d'estudis Henry Frederick Baker.
La seva candidatura per ser fellow del St. John's va ser rebitjada i el 1913 es va traslladar a Londres per ocupar una plaça de professor al Birkbeck College (avui universitat de Londres). Hi va estar durant set anys, exceptuant una mica més de dos anys durant la Primera Guerra Mundial que va treballar pel departament d'estadística del ministeris de municions. Durant aquest periode va publicar uan vintena d'articles i es va començar a fer un nom dins de la professió. El 1920 es va traslladar a Manchester per a ser professor al Manchester College of Technology. Tot i que només hi va estar dos anys, van ser molt productius perquè va ser quan va enunciar el teorema que avui coneixem com teorema de Mordell-Weil i va establir la conjectura de Mordell (avui coneguda com a teorema de Faltings per haver estat demostrada el 1983 per Gerd Faltings.
El 1922 va ser nomenat professor de la universitat de Manchester en la qual l'any següent va ocupar la Càtedra Fielden. Va romandre en aquesta posició fins al 1945 en que va ser nomenat Catedràtic Sadleirià de Matemàtiques, per substituir Godfrey Harold Hardy que s'havia retirat per malaltia greu, i en la que va romandre fins a la seva pròpia retirada el 1953. Entre 1943 i 1945 va ser president de la Societat Matemàtica de Londres.
La seva especialitat va ser la teoria de nombres i els seus treballs es poden classificar en quatre àrees principals: les equacions diofàntiques, la utilització de les funcions zeta i funcions modulars en teoria de nombres, la geometria dels nombres i els problemes de les congruències i dels sumatoris exponencials.